# Tytthoscincus temmincki
Tytthoscincus temmincki — вид сцинкоподібних ящірок родини сцинкових (Scincidae). Ендемік Індонезії. Вид названий на честь голландського зоолога Конрада Якоба Темінка.

## Поширення і екологія
Tytthoscincus temmincki мешкають на заході Яви, можливо, також на Суматрі. Вони живуть у вологих рівнинних тропічних лісах, серед опалого листя, трапляються в садах. Відкладають яйця.